# Johann Georg Hiltensperger
Johann Georg Hiltensperger (Haldenwang, 21 febbraio 1806 – Monaco di Baviera, 13 giugno 1890) è stato un pittore tedesco, specializzato in opere a carattere storico, che divenne uno dei docenti dell'Accademia delle belle arti di Monaco di Baviera.

## Biografia
Nacque in una cittadina dell'Alta Algovia. Imparò a disegnare avendo come maestro L. Weiß, prima di studiare sotto Johann Peter von Langer alla Reale Accademia d'arte, e successivamente con Peter von Cornelius all'Accademia delle belle arti di Düsseldorf. Ritornò a Monaco nel 1825, e ricevette commissioni per affreschi e dipinti ad olio da Ludovico I e Massimiliano II Giuseppe di Baviera. Ad esempio, tra il 1838 e il 1865 realizzò il Ciclo dell'Odissea per la sala delle feste della Residenza di Monaco su progetto di Ludwig Schwanthaler. Divenne anche membro della Vereins für Christliche Kunst ("Associazione per l'arte cristiana") di Monaco.

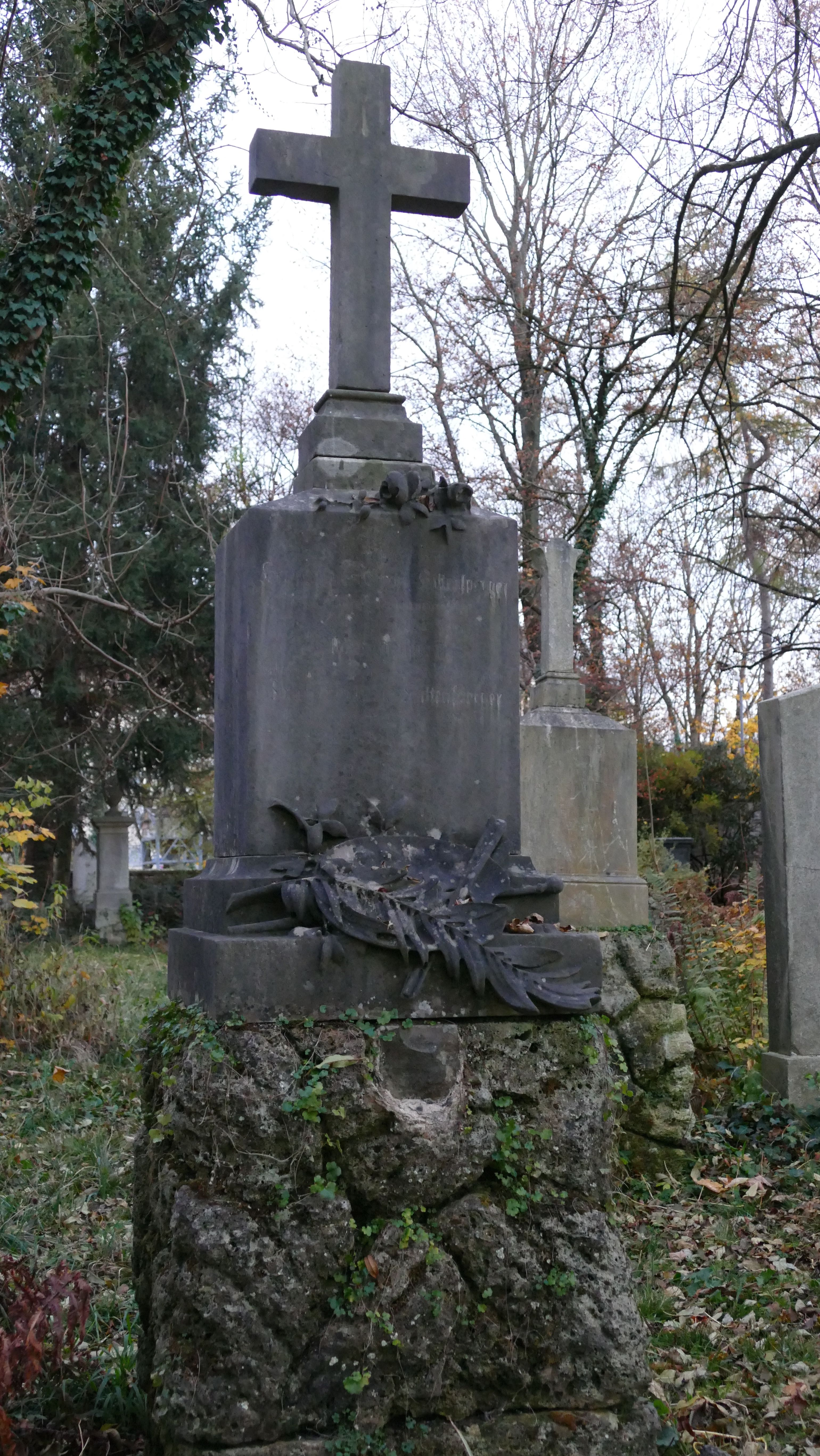
La sua tomba

In prime nozze si sposò a Unterbruck con Anna Theresia von Paur (1806–1831), figlia di un membro della nobiltà terriera. Anna era la sorella di Carl von Paur, un membro del parlamento. Otto Hiltensperger, figlio del secondo matrimonio, divenne anch'egli pittore. Johann morì a Monaco ed è sepolto nel cimitero monacense di Alter Südfriedhof (Gräberfeld 15 – Reihe 13 – Platz 17).

## Galleria d'immagini

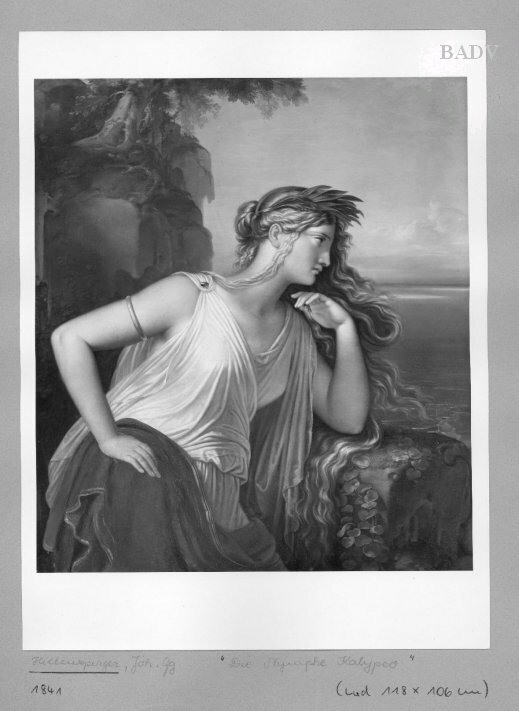
Fotografia d'epoca che riprende un quadro, forse perduto, esposto alla Galleria d'Arte di Linz, che ritrae La ninfa Calipso (1841)

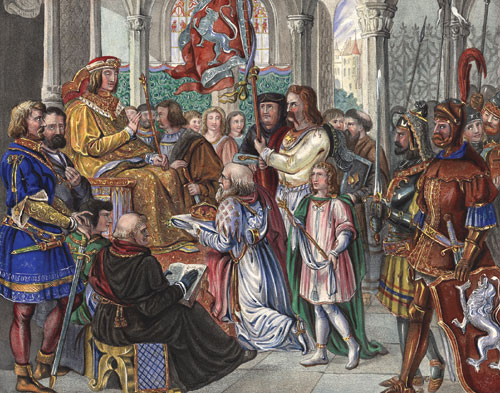
Alberto III, duca di Baviera, rifiuta la corona regale
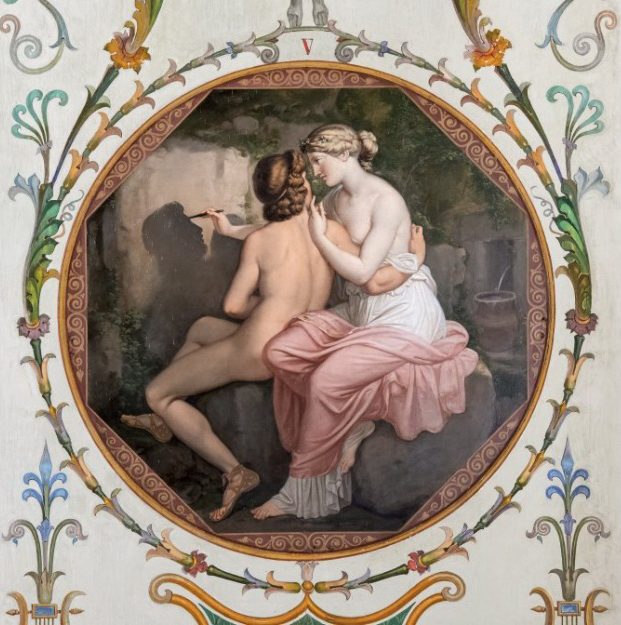
Calliroe, figlia di Butade (L'invenzione della pittura)
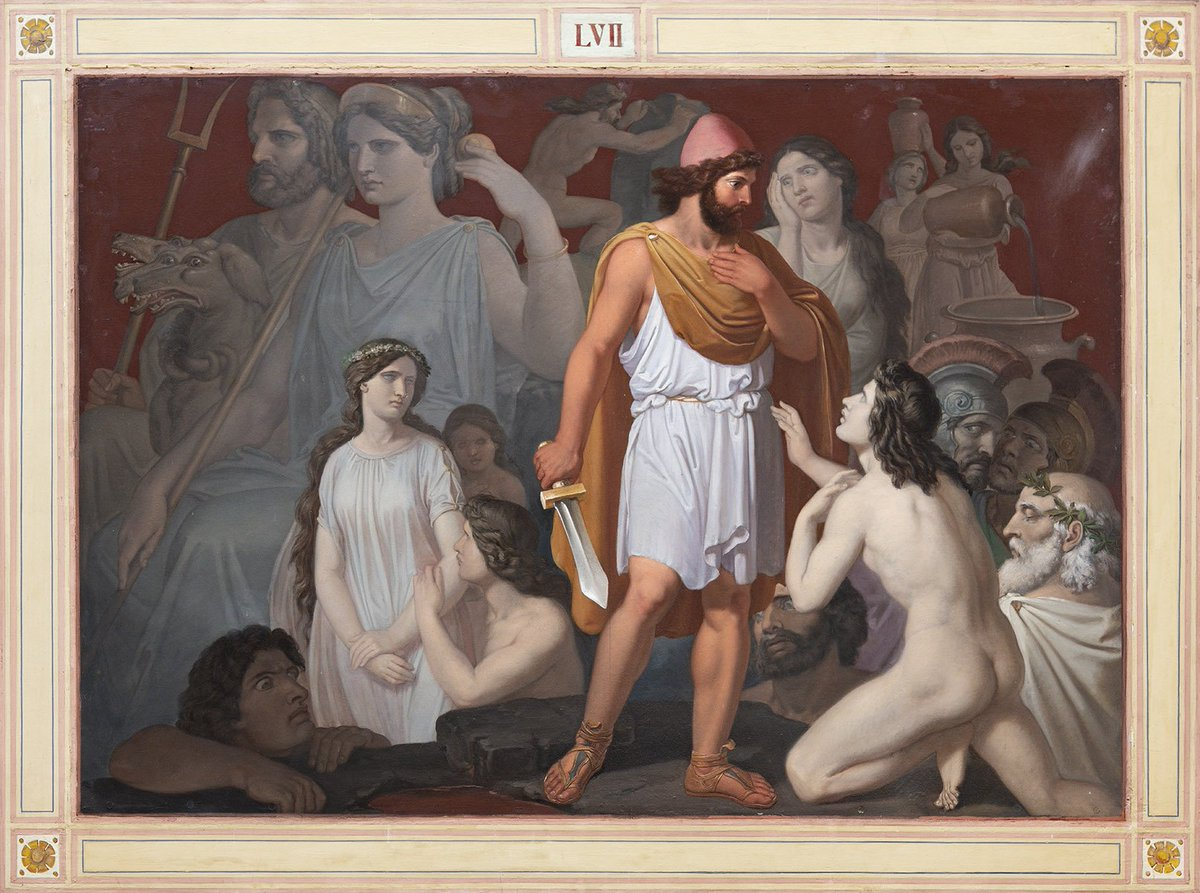
Odisseo nell'Ade
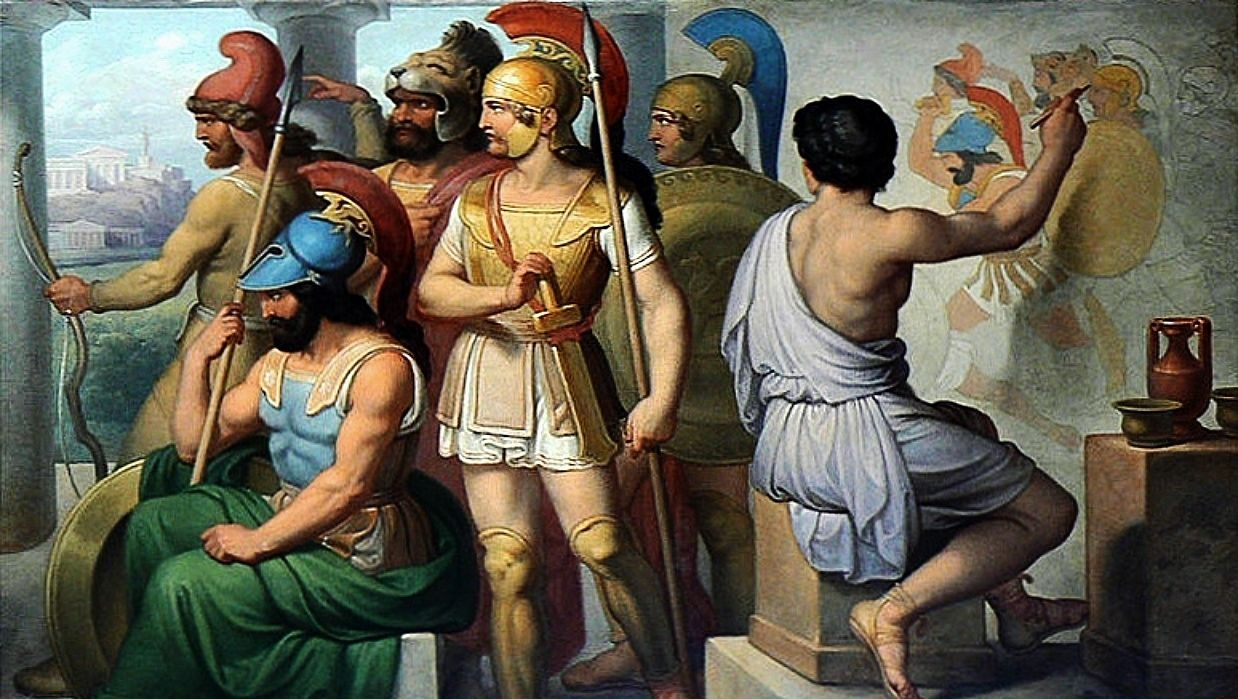
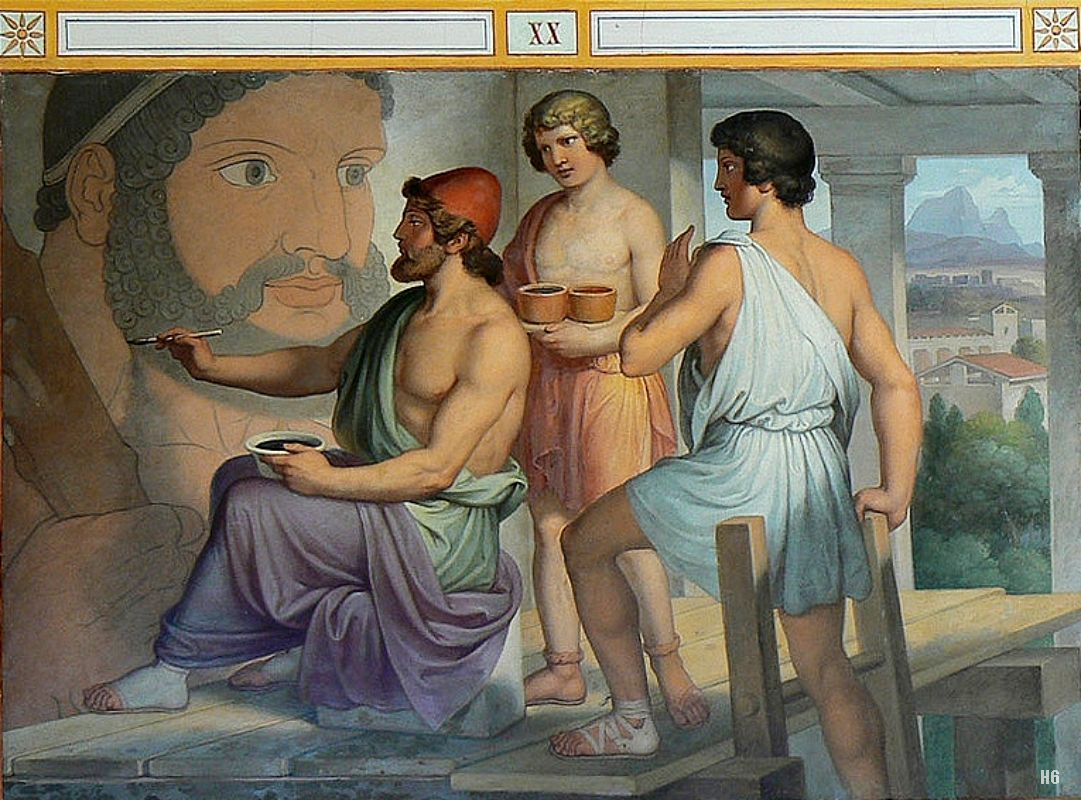
La realizzazione di un grande ritratto votivo di Eracle
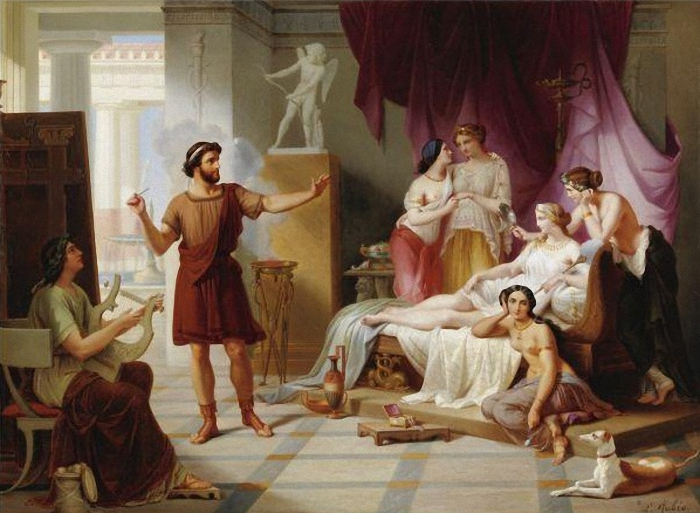
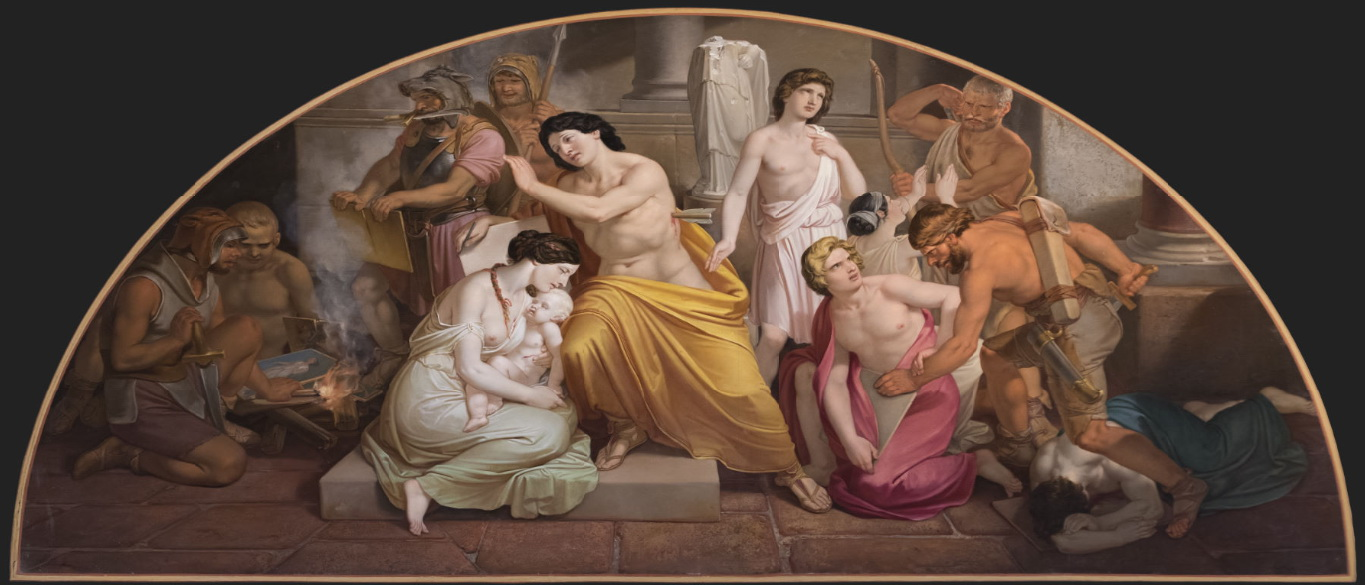
Lunetta rappresentante la morte del pittore Gilario di Bitinia e della sua famiglia durante la presa di Corinto da parte dei Goti nel 395
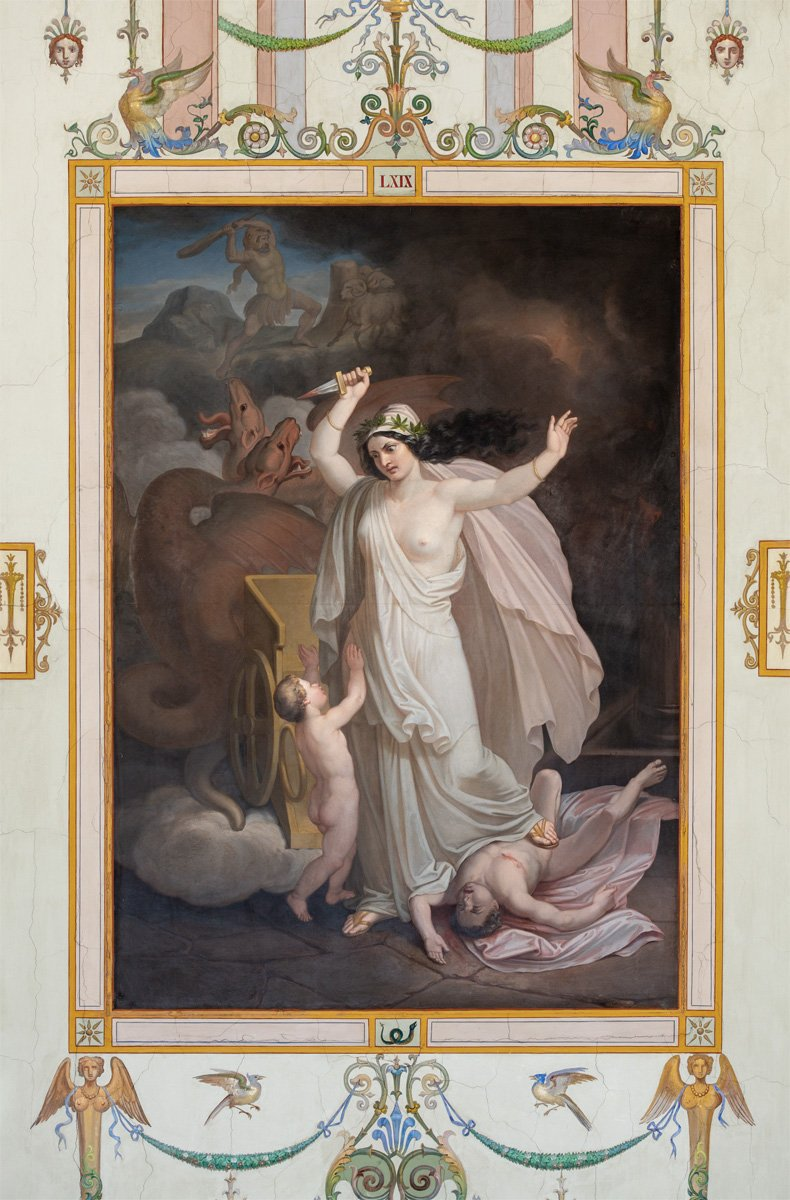
Medea
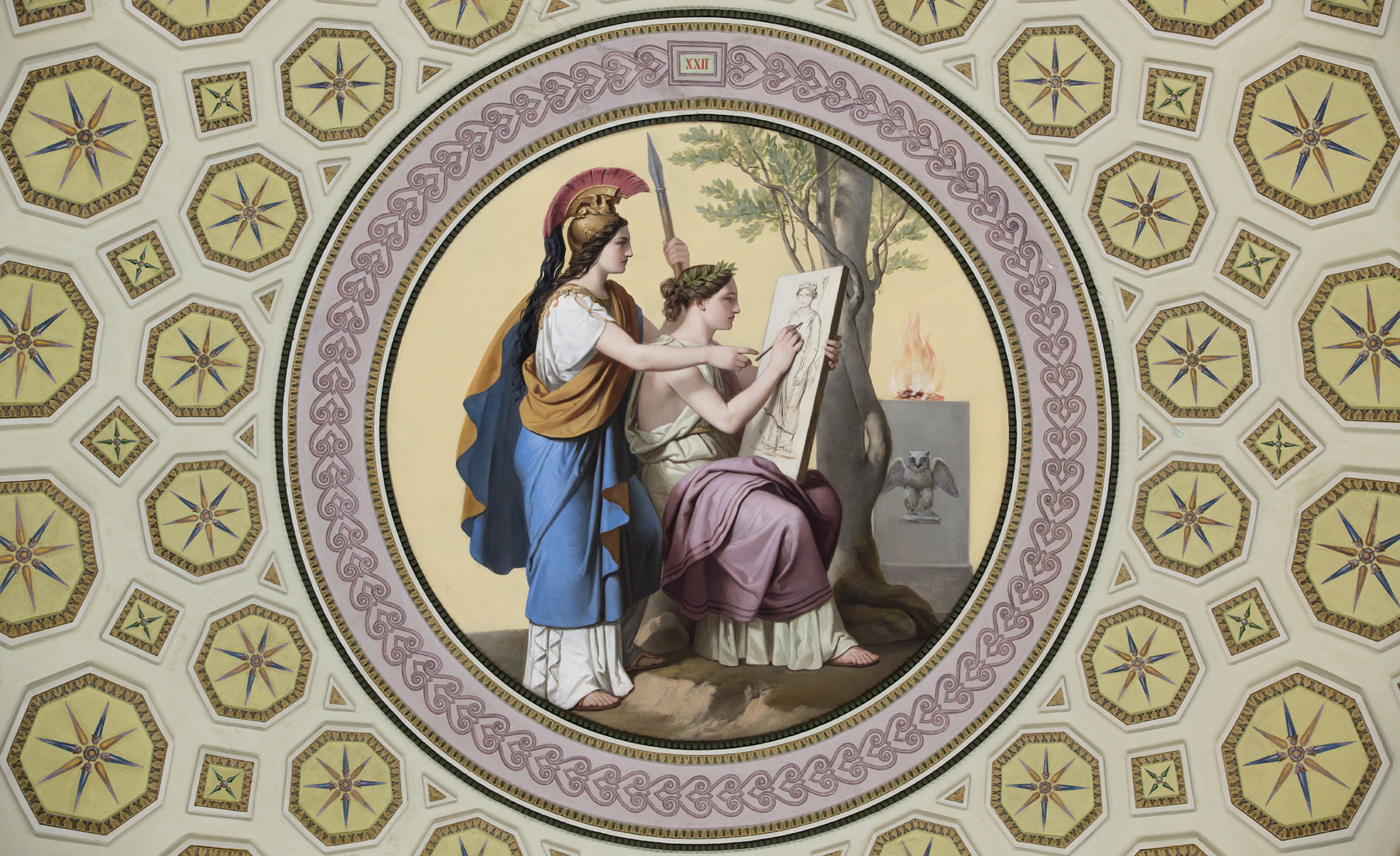
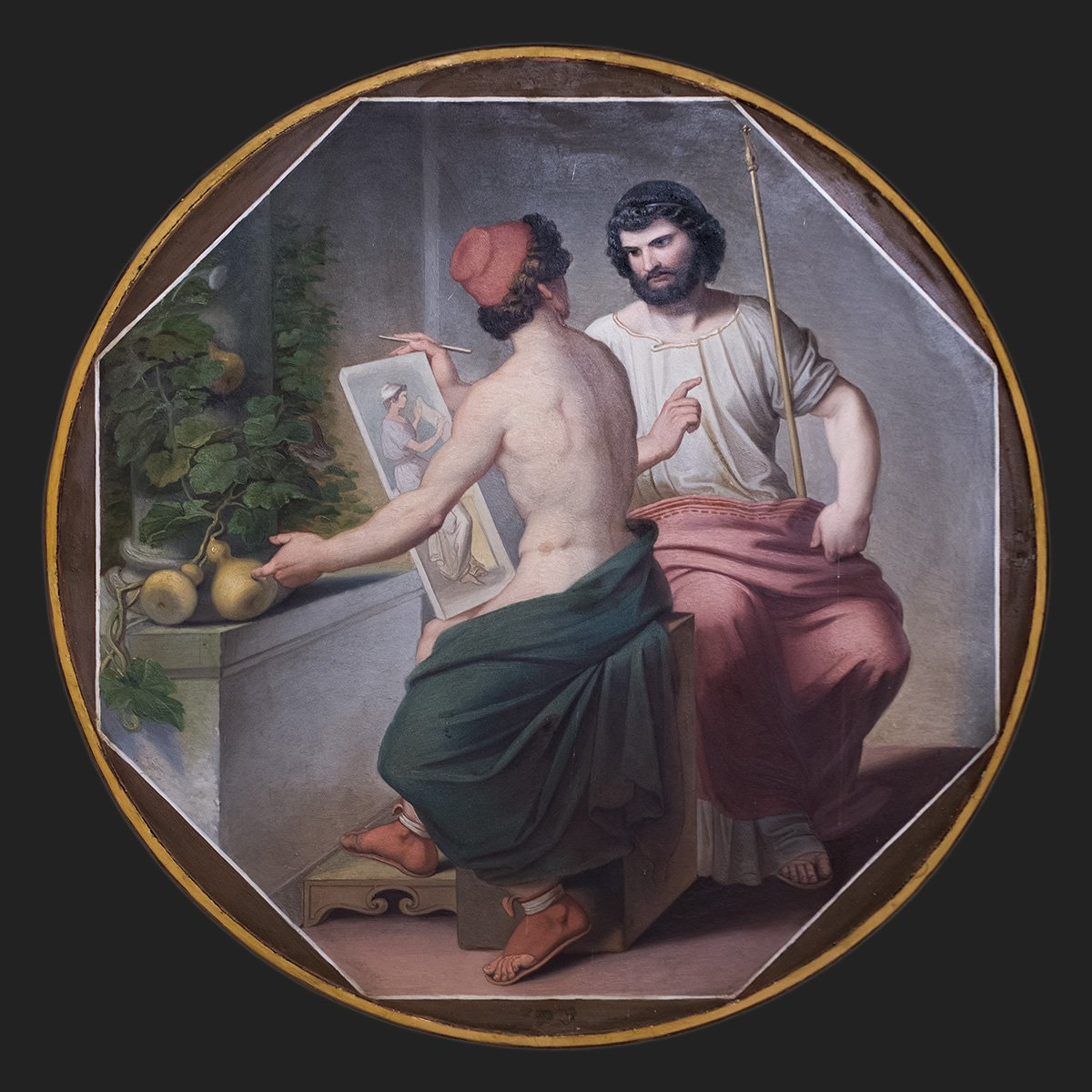
Apollodoro e Adriano
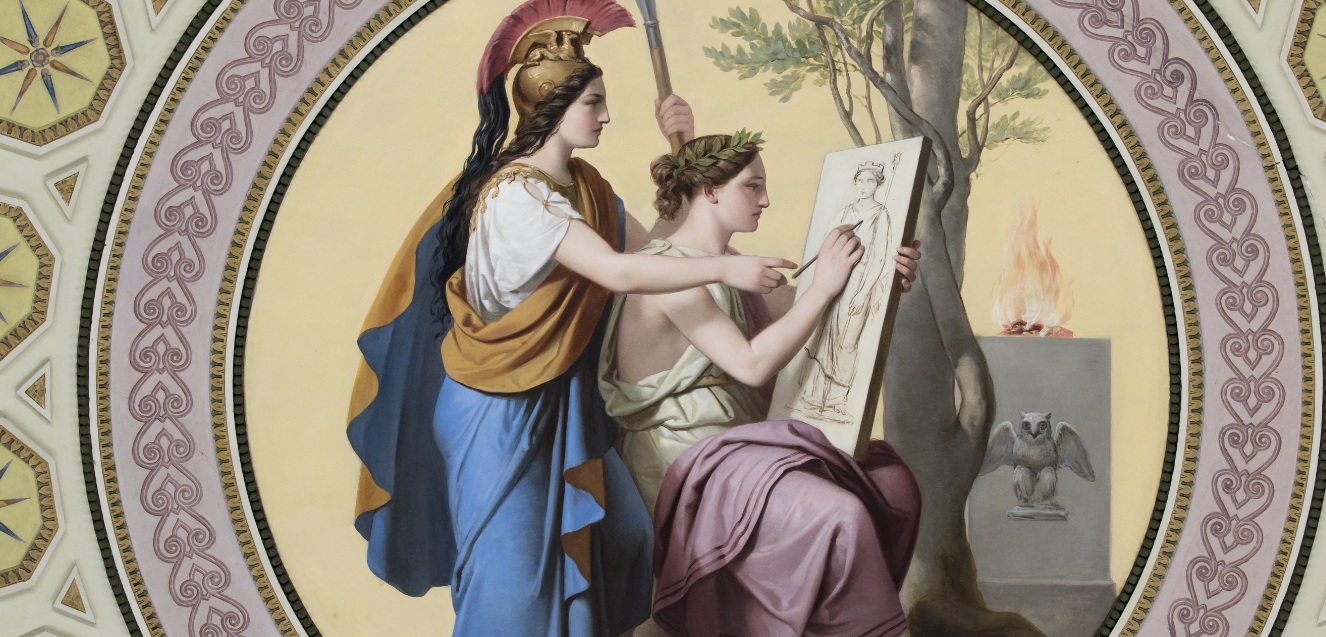
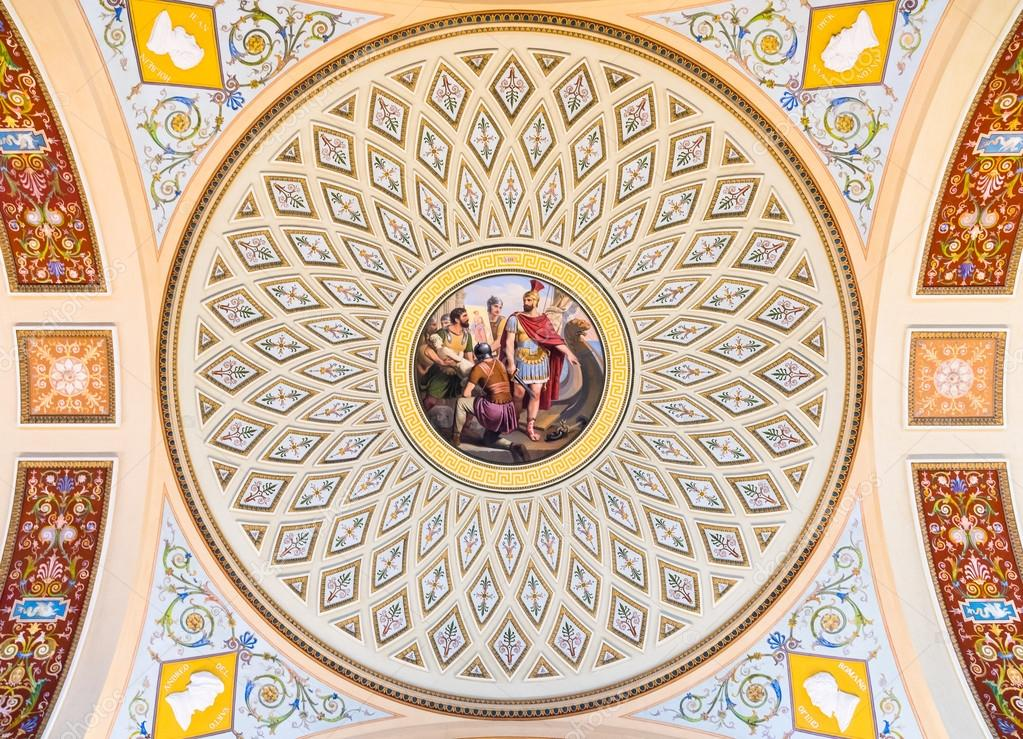
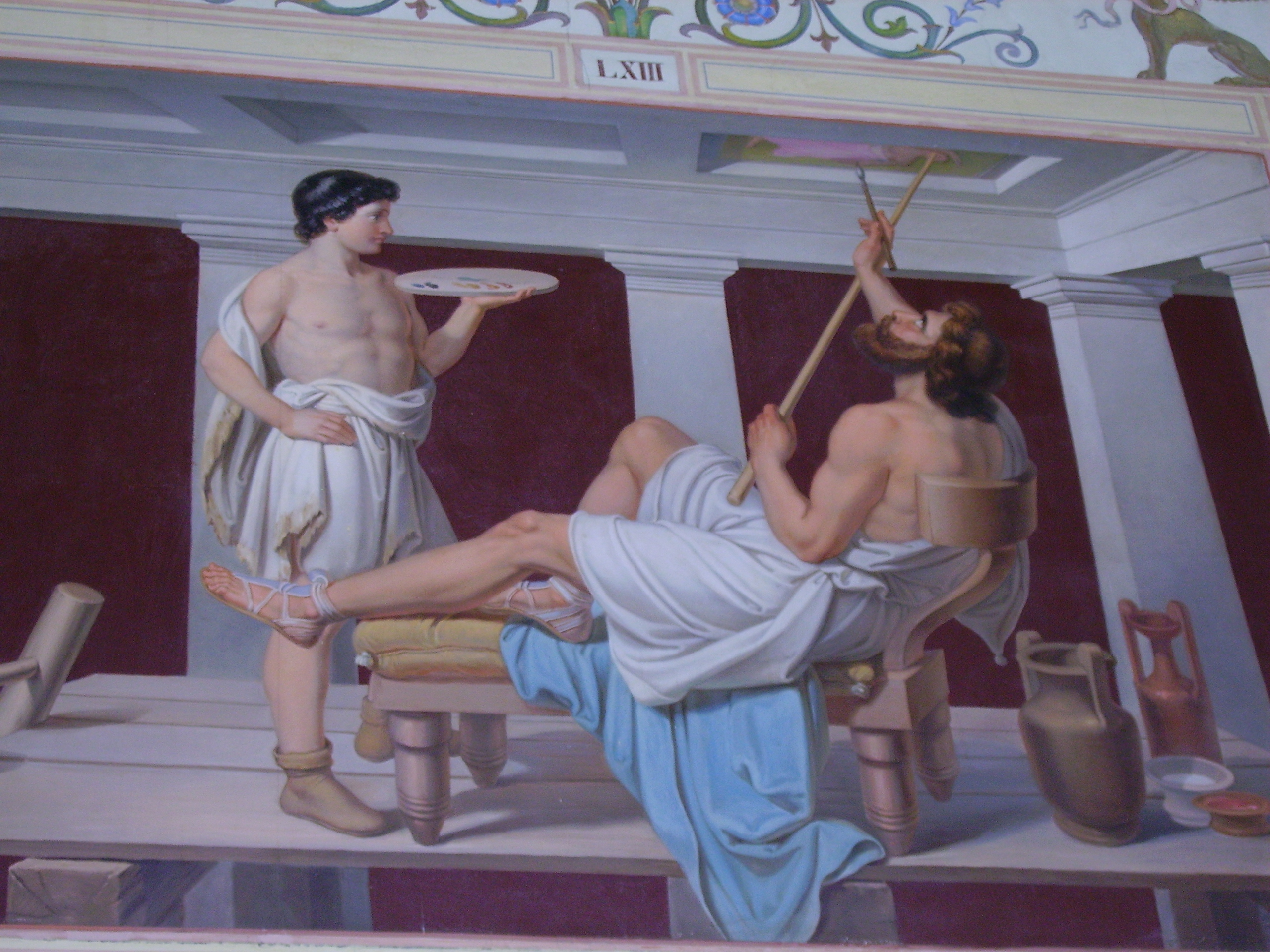
Grande maestro e discepolo servitore
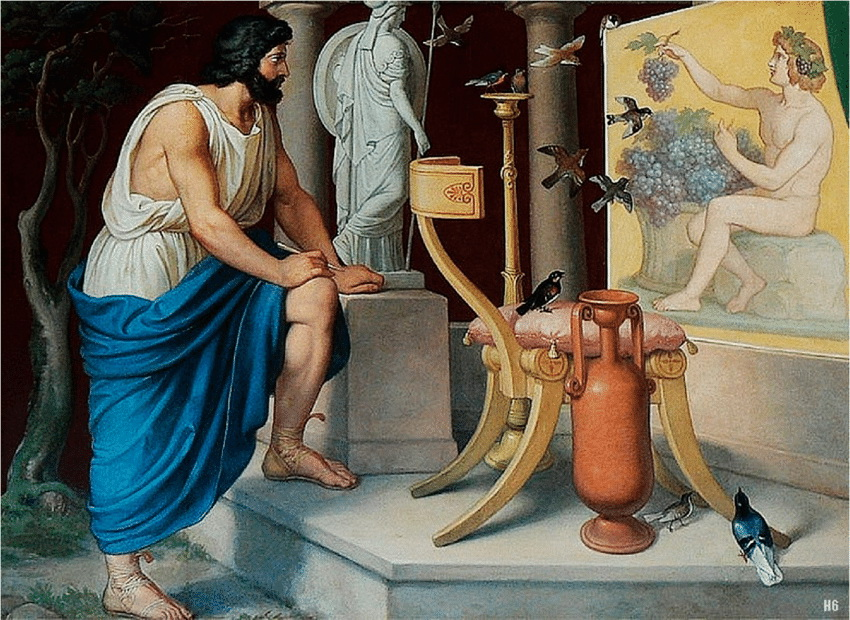
Zeusi
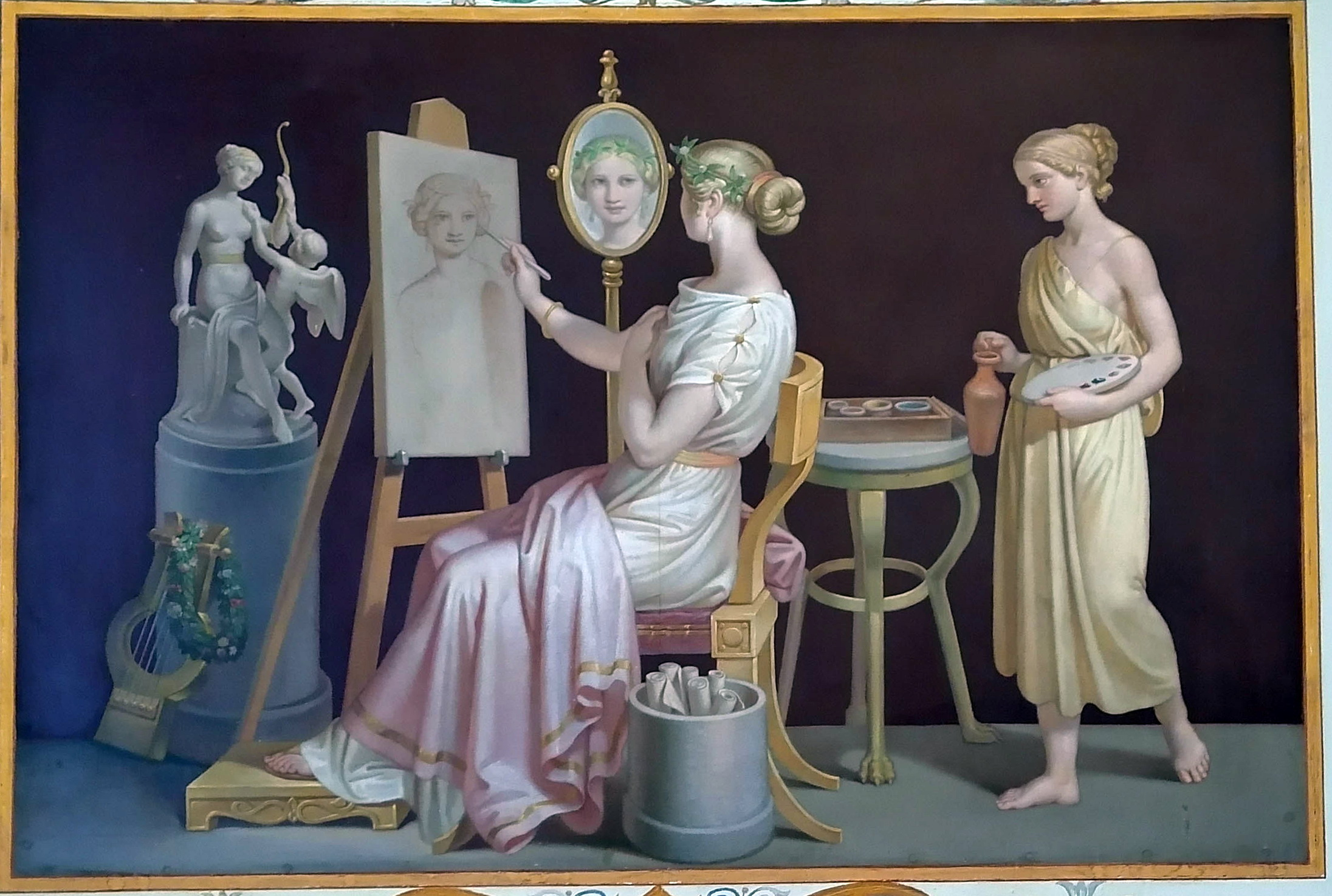
Iaia